# Tenuiphantes palmensis
Espèce
Synonymes
- Lepthyphantes palmensis Wunderlich, 1992
- Palliduphantes baeumeri Wunderlich, 2020

Tenuiphantes palmensis est une espèce d'araignées aranéomorphes de la famille des Linyphiidae.

## Distribution
Cette espèce est endémique de La Palma aux îles Canaries en Espagne,.

## Description
Les femelles mesurent de 1,8 à 2,0 mm.
Le mâle décrit par Wunderlich en 2020 mesure 1,7 mm.

## Systématique et taxinomie
Cette espèce a été décrite sous le protonyme Lepthyphantes palmensis par Wunderlich en 1992. Elle est placée dans le genre Palliduphantes par Saaristo et Tanasevitch en 2001 puis dans le genre Tenuiphantes par Wunderlich en 2022.
Palliduphantes baeumeri a été placée en synonymie par Wunderlich en 2022.

## Étymologie
Son nom d'espèce, composé de palm[a] et du suffixe latin -ensis, « qui vit dans, qui habite », lui a été donné en référence au lieu de sa découverte, La Palma.

## Publication originale
- Wunderlich, 1992 : « Die Spinnen-Fauna der Makaronesischen Inseln: Taxonomie, Ökologie, Biogeographie und Evolution. » Beiträge zur Araneologie, vol. 1, p. 1-619.